# Luis Alegre Zahonero
Luis Alegre Zahonero (sinh ngày 16 tháng 3 năm 1977) là một nhà triết học và nhà văn người Tây Ban Nha, giáo sư tại Đại học Complutense Madrid, và là thành viên sáng lập của Podemos.

## Tiểu sử
Luis Alegre là nhà nghiên cứu và giáo sư triết học tại Đại học Complutense Madrid. Ông là đệ tử của Carlos Fernández Liria, cũng là một giảng viên triết học tại trường đại học, người mà ông đã cộng tác trên một số tạp chí và các trang web truyền thông thay thế như El Viejo Topo, Viento Sur và Rebelion.org.
Alegre và Fernandez Liria đã viết một số cuốn sách cùng nhau, đáng chú ý nhất là The Order of Capital, đã giành được giải thưởng Liberator Prize for Critical Thinking vào năm 2010. Giải thưởng này do Bộ Văn hóa Venezuela trao tặng cho những người chiến thắng với số tiền 150.000 đô la. Các cuốn sách khác được viết bởi cặp đôi bao gồm Giáo dục Công dân, Dân chủ, Chủ nghĩa Tư bản và Pháp quyền; Hiểu biết Venezuela, Nghĩ về nền dân chủ;  Triết học và Công dân;  Giáo dục Ethico-Civic;  và Giáo dục Công dân.
Vào tháng 6 năm 2015, Alegre được xếp ở vị trí thứ ba trong danh sách 50 người đồng tính có ảnh hưởng nhất của Tây Ban Nha, do La Otra Crónica của El Mundo biên soạn.

## Hoạt động chính trị
Luis Alegre thuộc về các tổ chức chính trị cánh tả khác nhau từ năm 1992. Ông tích cực tham gia phong trào sinh viên chống lại việc hàng hóa của trường đại học của mình từ năm 1999 đến năm 2002. Ông là thành viên của đảng Không gian thay thế, sau đó dẫn đến Anticapitalistas.
Ông phục vụ trong hội đồng điều hành của  Quỹ Trung tâm Nghiên cứu Chính trị và Xã hội (Quỹ CEPS). Sau đó, ông trở thành người đứng đầu bộ phận truyền thông trong ban lãnh đạo của Podemos. Sau cuộc bầu cử Nghị viện châu Âu năm 2014, ông được bầu làm điều phối viên của nhóm công tác tổ chức Hội đồng công dân "Yes we can", được tổ chức tại Palacio Vistalegre, nơi ông là một trong năm diễn giả (cùng với Pablo Iglesias, Íñigo Errejón, Juan Carlos Monedero, và Carolina Bescansa) từ các thành viên sáng lập Podemos. Kết thúc đại hội này, Luis Alegre được bầu làm thành viên của Hội đồng Công dân và Giám đốc điều hành nhà nước của đảng.
Vào tháng 2 năm 2015, ông được bầu làm Tổng thư ký của đảng tại Cộng đồng Madrid. Vào tháng 11 năm 2015, ông tuyên bố rằng ông sẽ không nằm trong danh sách các ứng cử viên của Podemos cho cuộc Tổng tuyển cử sắp tới, ông muốn ở lại trường đại học của mình.